# فيلوستورغيوس
 فيلوستورغيوس  أو فيلسترجيوس (368 ـ 439) (يونانية: Φιλοστόργιος) كان مؤرخ آريوسي متطرف ناقد للمبدأ الثالوث واعتبر مهرطقا من قبل الكنيسة.

## روابط خارجية
- فيلوستورغيوس على موقع الموسوعة البريطانية (الإنجليزية)